# Casamance (Fluss)
Der Casamance ist ein Fluss im afrikanischen Staat Senegal. Das südsenegalesische Gebiet zwischen den Staaten Gambia und Guinea-Bissau wird traditionell als die Casamance bezeichnet, da der Casamance-Fluss das größte und wichtigste Gewässer dieser Region darstellt. Er ist Hauptfluss eines in den Atlantik mündenden Flusssystems.

## Geographie
Das Quellgebiet des Flusses ist östlich von Kolda am Nordwestrand des Vélingara-Kraters zu finden und beginnt als Intermittierendes Gewässer, dessen Bett sich nur in der Regenzeit mit Wasser füllt. Er fließt in allgemeiner Westrichtung mit einem Talweg von 350 Kilometern dem Atlantischen Ozean zu. Dabei berührt der Fluss die Städte Kolda, Sédhiou und Ziguinchor, die größte Stadt der Casamance.
Im Unterlauf, östlich von Sédhiou bis zur Mündung, macht sich durch das geringe Gefälle auf einer Länge von 200 Kilometer die Gezeitenströmung bemerkbar. Hier ist das Flussbett auf teilweise 4000 Meter Breite ausgewaschen. Die Uferzone wird von einem Mangrovensystem begleitet, das sich zur Mündung hin immer weiter verzweigt, einige Bolongs reichen teilweise 20 oder 30 Kilometer weit in das Landesinnere wie der Kamobeul Bôlon oder der Marigot de Diouloulou.
Wichtigster Nebenfluss ist der Soungrougrou, der 27 Kilometer östlich von Ziguinchor von rechts und Norden einmündet.

## Hydrometrie
Durchschnittliche monatliche Durchströmung des Casamance gemessen an der hydrologischen Station Kolda in m³/s (im Oberlauf des Flusses).
- Diagrammdaten:
- Definition |
- Rohdaten |
- Hilfe

## Verkehr
Ab Sédhiou ist der Casamance schiffbar. Die Stadt Ziguinchor, 60 Kilometer vom Meer entfernt, verfügt über einen Seehafen. Stromabwärts von Kolda bis Ziguinchor kann der Fluss nur mit Fähren überquert werden, mit Ausnahme eines 1250 Meter langen Brückendamms bei Diana Malari in der Region Sédhiou. Bei Ziguinchor überspannt der 650 Meter lange pont Émile Badiane seit den 1970er Jahren den Strom und verbindet die am Südufer liegende Stadt mit Bignona und dem größeren Teil der Region Ziguinchor sowie mit Gambia.

## Salinität
Da der Casamance außerhalb der Regenzeit praktisch kein Wasser aus dem Einzugsgebiet erhält, kommt es durch die starke Verdunstung während der Trockenzeit zu einem negativen Abfluss. Das im Mittel- und Unterlauf verdampfende Wasser wird aus dem Atlantik aufgefüllt. Dadurch wird Salzwasser mitunter über Jahre im Flussbett gehalten und bis auf über 100 g/l aufkonzentriert. Es gibt Zeiten, in denen Bereiche des Flusses auf Grund der hohen Salinität fast unbelebt sind.

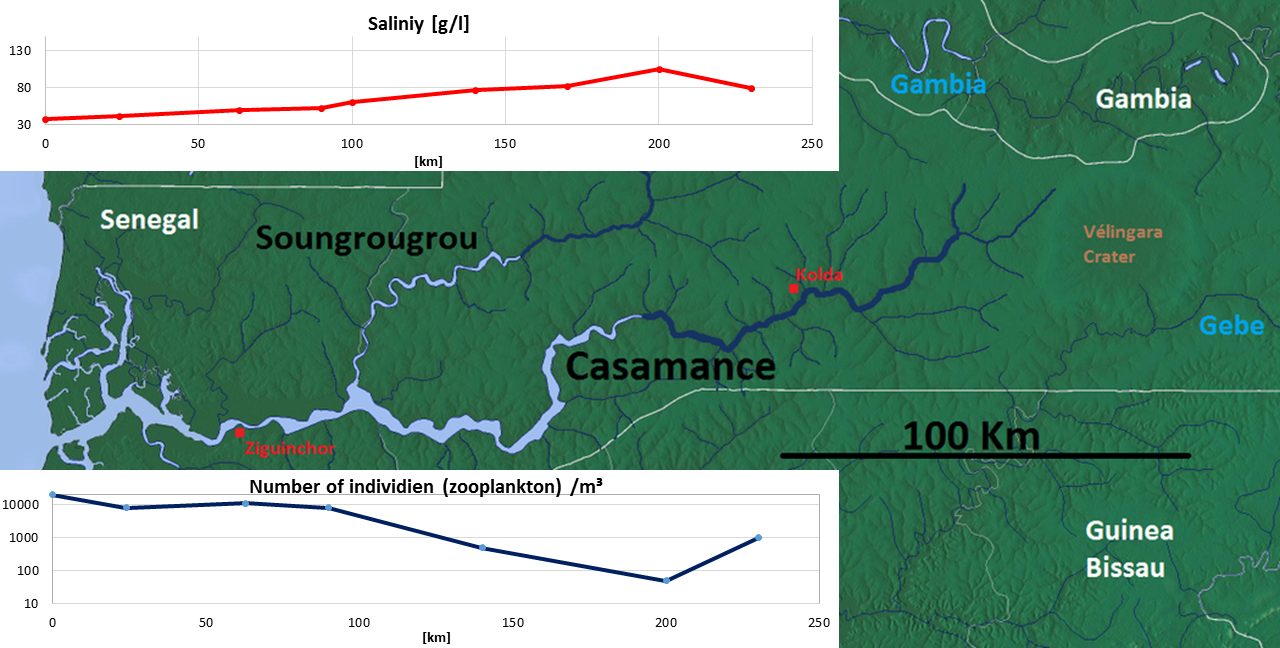
Das Casamance Flusssystem mit der Salinität und der Anzahl gefundener Spezies